# 泉州公交K601路
泉州公交K601路是中华人民共和国泉州市境内的一条公共交通线路，原名204路，全程14.7公里。起讫点为温陵公交首末站至磁灶公交站，运营时间为温陵公交首末站 7:00-18:00；磁灶公交站 7:00-18:05

## 历史
- 2008年4月1日，泉州市市政公用事业管理局批复泉州第二公交《关于授予第二公交泉州汽车站至晋江王厝公交线路特许经营权的通知》[1]
- 2008年6月1日，第二公交开通204（现K601路），初期运营区间为泉州汽车站-王厝村委，票价4段4元/人。初期使用车辆为自泉州-石狮客运班线退下的4部海格KLQ6730型空调柴油公路客车[2]
- 2008年12月27日，因47路开通优化调整，204路取消途径南迎宾大道、324国道、井边西路、岭畔村工区二路、王厝。改为途径泉安北路、世纪大道、双龙路、晋明路、霞浯路至特种汽车制造基地始发终到。[3]
- 2009年7月，204路再次调整路线。取消途径霞浯路，改为途径318县道至西园街道站后原线行驶。[4]
- 2010年12月10日，204路更换为4部福达FZ6890UF3G3型空调柴油客车
- 2013年6月，因206（现K201路）客流增长迅速造成运能不足，第二公交抽调204路所有车辆加入206路。204路更换为2部金旅XML6922J13C型空调柴油客车
- 2015年3月1日，应泉州市交通委关于《环泉州湾公交规划》的要求，泉州第二公交将204路更名为K601路[5]
- 2015年7月9日，泉州市道路运输管理处批准第二公交关于申请K601路改道延伸至晋江海峡五金机电城的申请
- 2015年8月5日，泉州市物价局批准K601路票价变更的申请，票价变更为2段3元
- 2015年8月6日，K601路取消途径泉安北路、泉安中路、双龙路，改为经由义全街、南迎宾大道、凤池路、晋明路、陶东路并延伸至晋江海峡五金机电城始发终到[6]
- 2016年10月，K601路更换为2部金旅XML6775J15CN型LNG空调公交车，配车数不变
- 2017年12月19日，K601路更换为2部宇通ZK6805BEVG13型空调电动巴士，并退下2部XML6775J15CN
- 2018年1月19日，因《泉州交发集团所属企业整合重组方案》印发实施[7]，K601路自第二公交划入公交发展公司（公交集团前身）运营
- 2019年10月14日，K601路闽CYG007号车吴姓司机因操作不当。于南迎宾大道清濛路段碰撞路沿隔离带及路牌。造成该车前部及侧部损毁，司机受轻伤。[8]受此影响，K601路班次间隔降为2小时一班。
- 2020年1月27日，为配合晋江市交通局关于新型冠状病毒肺炎防控要求。K601路自当日14:00起暂停运行至2月17日。[9]
- 2020年2月18日，K601路恢复运营。
- 2021年5月16日，K601路接手并更换1部自东海公司调配而来的中车时代TEG6820BEV01空调电动巴士。并退下1部ZK6805BEVG13，配车数不变。
- 2022年3月15日，因疫情防控工作需要，K601路自该日起暂停运营至4月21日。[10]
- 2022年4月22日，K601路恢复运营。[11]
- 2022年12月30日，因泉州汽车站已停止运营，自该日起原泉州汽车站更名为温陵公交首末站，泉州汽车站西门更名为温陵路南段，泉州汽车站北门更名为泉秀街北段站。同日，K601路海峡五金机电城末班自该日起延迟至18:05发车[12]
- 2023年8月17日，因南迎宾大道清濛段辅道施工，自该日起K601路往温陵公交首末站方向临时取消途径诺林商城、清濛、亭店、双坑、前店、园坂，改为途径清濛高架桥至金浦供水公司站后原线行驶，其它不变。[13]
- 2023年9月17日，K601路往温陵公交首末站方向恢复途径诺林商城、清濛。亭店、双坑、前店、园坂，取消途径清濛高架桥。
- 2024年11月1日，因优化调整。K601路自该日起取消途径五金路。改为途径陶城东路、陶城西路至磁灶公交站始发终到[14]，并更换1部ZK6805BEVG13，原配1部TEG6820BEV01退役，配车数不变。

## 站点
| 路线 | 路线 | 路线 | 所在地区、街道 | 所在地区、街道 | 站点名         | 备注                   |
| ---- | ---- | ---- | -------------- | -------------- | -------------- | ---------------------- |
|      |      |      | 丰泽区         | 温陵南路       | 温陵公交首末站 | 起讫站 原名 泉州汽车站 |
|      |      |      | 丰泽区         | 宝洲街         | 宝洲街西段     | ↑ 原名 宏昌宾馆        |
|      |      |      | 丰泽区         | 田安南路       | 泉秀街道办事处 | ↑                      |
|      |      |      | 丰泽区         | 泉秀街         | 泉秀街西段     | ↑ 原名 泉州汽车站北门  |
|      |      |      | 鲤城区         | 义全街         | 幸福街口       |                        |
|      |      |      | 鲤城区         | 义全街         | 鲤城公安分局   |                        |
|      |      |      | 鲤城区         | 义全街         | 义全街西段     |                        |
|      |      |      | 鲤城区         | 顺济新桥       | 朵莲寺         |                        |
|      |      |      | 鲤城区         | 南迎宾大道     | 展览城         | 分段点                 |
|      |      |      | 鲤城区         | 南迎宾大道     | 金浦供水公司   | 原名 万祥医院          |
|      |      |      | 开发区         | 南迎宾大道     | 清濛           |                        |
|      |      |      | 开发区         | 南迎宾大道     | 诺林商城       |                        |
|      |      |      | 开发区         | 南迎宾大道     | 亭店           |                        |
|      |      |      | 开发区         | 南迎宾大道     | 双坑           |                        |
|      |      |      | 开发区         | 南迎宾大道     | 前店           |                        |
|      |      |      | 开发区         | 南迎宾大道     | 园坂           |                        |
|      |      |      | 晋江市         | 南迎宾大道     | 高尔夫球场     |                        |
|      |      |      | 晋江市         | 凤池西路       | 茂厝路口       | 原名 屿崆村北          |
|      |      |      | 晋江市         | 晋明路         | 磁灶坝头       | 原名 坝头村            |
|      |      |      | 晋江市         | 晋明路         | 小桥社区       | 原名 小桥村            |
|      |      |      | 晋江市         | 晋明路         | 道碑厝村       |                        |
|      |      |      | 晋江市         | 晋明路         | 汽车基地       | 原名 特种汽车制造基地  |
|      |      |      | 晋江市         | 陶城东路       | 五金机电城     |                        |
|      |      |      | 晋江市         | 陶城东路       | 海西建材城     |                        |
|      |      |      | 晋江市         | 陶城东路       | 磁灶电商园     |                        |
|      |      |      | 晋江市         | 陶城东路       | 延泽社区       |                        |
|      |      |      | 晋江市         | 陶城西路       | 磁灶镇政府路口 |                        |
|      |      |      | 晋江市         | 陶城西路       | 磁灶中学       |                        |
|      |      |      | 晋江市         | 陶城西路       | 磁灶公交站     | 起讫站                 |

## 票价
K601路为分段计价，全程¥3.0，其中：
- 温陵公交首末站至展览城：1元/人
- 展览城至磁灶公交站：2元/人
- 泉通卡普通卡9折，月票卡优惠无效，敬老卡、爱心卡有效
- 可使用泉城通APP及支付宝、云闪付、微信乘车码支付

## 配车
K601路配车数总计2部，其中：
- 宇通ZK6805BEVG13  2部

- 海格KLQ6730
（2008.4 - 2010.11）
- 金旅XML6922J13C
（2013.6 - 2016.10）
- 金旅XML6775J15CN
（2016.10 - 2017.12）
- 中车时代TEG6820BEV01
（2021.5 - 2024.10）
- 宇通ZK6805BEVG13
（2017.12 - ）

## 相关
- 泉州公交线路列表